# Vetiș
Vetiș è un comune della Romania di 4 700 abitanti, ubicato nel distretto di Satu Mare, nella regione storica della Transilvania. 
Il comune è formato dall'unione di 3 villaggi: Decebal, Oar, Vetiș.